# Moisés Álvarez Amarrillo
Moisés Álvarez Amarrillo fue un abogado y político peruano.
Fue elegido diputado por Junín en las Elecciones de 1950 en los que salió elegido el General Manuel A. Odría quien ejercía el poder desde 1948 cuando encabezó un golpe de Estado contra el presidente José Luis Bustamante y Rivero.